# فوج الإنقاذ الملكي للمشاة البافارية
فوج حرس المشاة الملكي البافاري (Königlich Bayerisches Infanterie-Leib-Regiment) فوج ملكي لولاية بافاريا من نهاية الحروب النابليونية حتى سقوط فيتلسباخ.

## سلف
قبل فوج الإنقاذ الفعل، يحمل فوجان مشاة في بافاريا هذا الاسم:
- من عام 1684 إلى عام 1778، الوحدة التي أصبحت فيما بعد فوج المشاة الملكي البافاري رقم 10 («كونيج لودفيج»)
- من 1778 إلى 1811، الوحدة التي أصبحت فيما بعد فوج المشاة الملكي البافاري رقم 1 («كونيج»)

## التاريخ

### التكوين
تم إنشاء الفوج بموجب المرسوم الملكي في 16 يوليو 1814 باسم فوج Grenadier-Garde-Regiment. تم نقل أطول الرجال إلى فوج الحرس غرينادير، والباقي إلى فوج المشاة البافاري الملكي «كونيغ». 1. يتكون الفوج من 3 كتائب من 6 سريات لكل منها. أول عقيد قائد (بعد عام 1872، تم استخدام مصطلح «القائد») كان فرانز فرايهر فون هيرتلينج، الذي كان في القيادة حتى 11 فبراير 1824. في 13 أبريل 1815، تلقى الفوج ألوانه في ميونيخ.

## أعضاء بارزون

### الضباط القادة
كان القائد دائمًا هو الملك نفسه، لكن القيادة العسكرية والإدارية للفوج تقع على عاتق العقداء، أو بعد عام 1872، على عاتق القادة.
| قائد                                                               | الوقت في منصبه                  |
| ------------------------------------------------------------------ | ------------------------------- |
| فرانز فرايهر فون هيرتلينج (28 يونيو 1780–13 سبتمبر 1844)           | 16 يوليو 1814 - 11 فبراير 1824  |
| فريدريش فون جريس (27 مايو 1779–6 فبراير 1847)                      | 11 فبراير 1824 - 22 مايو 1836   |
| يوهان ريتر فون فليشمان (24 مارس 1771–27 ديسمبر 1855)               | 22 مايو 1836 - 27 أبريل 1841    |
| هوغو فون بوش (1 يناير 1782–7 أغسطس 1865)                           | 27 أبريل 1841 - 18 أكتوبر 1844  |
| فيلهلم فرايهر فون جيتزي                                            | 18 أكتوبر 1844 - 7 أبريل 1847   |
| لودفيج جراف فون ديروي (15 يناير 1786–11 فبراير 1864)               | 7 أبريل 1847 - 30 يونيو 1848    |
| جاكوب إرمارث                                                       | 30 يونيو 1848 - 19 يناير 1851   |
| أغسطس Freiherr von Frays (15 أبريل 1790–24 أكتوبر 1863)            | 19 يناير 1851 - 19 سبتمبر 1851  |
| كاسبار فون هاجينز (22 ديسمبر 1800–6 يناير 1877)                    | 19 سبتمبر 1851 - 9 مايو 1859    |
| Karl Graf von Speti                                                | 9 مايو 1859 - 11 يناير 1865     |
| سيجموند فرايهر فون برانكه (5 ديسمبر 1821-18 مايو 1888)             | 11 يناير 1865 - 13 يوليو 1866   |
| Adalbert Högenstaller (8 أغسطس 1813–11 سبتمبر 1880)                | 13 يوليو 1866 - 14 أبريل 1867   |
| أنتون ريتر فون توفينباخ (17 أغسطس 1817-25 فبراير 1880)             | 14 أبريل 1867 - 27 مارس 1871    |
| رودولف فرايهر فون جومبينبرج                                        | 27 مارس 1871 - 3 نوفمبر 1872    |
| هاينريش فون ويرتمان (1818–13 نوفمبر 1893)                          | 3 نوفمبر 1872 - 15 ديسمبر 1875  |
| Otto von Parseval                                                  | 15 ديسمبر 1875 - 7 يوليو 1881   |
| الأمير أرنولف بافاريا (6 يوليو 1862–12 نوفمبر 1906)                | 7 يوليو 1881 - 20 مارس 1884     |
| هوغو فون هيلفيج                                                    | 20 مارس 1884 - 11 مايو 1888     |
| موريز فون بومهارد (20 ديسمبر 1836–17 يونيو 1907)                   | 11 مايو 1888 - 8 مارس 1889      |
| فيلهلم Gemmingen Freiherr فون ماسينباخ                             | 8 مارس 1889 - 25 نوفمبر 1891    |
| لودفيج إيدلر فون جراوفوغل                                          | 25 نوفمبر 1891 - 15 يناير 1895  |
| ثيوفيل فرايهر رايشلين فون ميلديج                                   | 15 يناير 1895 - 9 نوفمبر 1895   |
| كارل فراهير فون هورن (16 فبراير 1847–5 يونيو 1923)                 | 9 نوفمبر 1895 - 10 مايو 1896    |
| كارل فرديناند ماكسيميليان فون ماليسيه (27 مارس 1868–28 يوليو 1946) | 10 مايو 1896 - 17 مارس 1897     |
| ألفريد جراف إيكبرخت فون دوركهايم - مونمارتين                       | 17 مارس 1897 - 14 أغسطس 1901    |
| فيليكس جراف فون بوثمر (10 ديسمبر 1852–18 مارس 1937)                | 14 أغسطس 1901 - 18 مايو 1903    |
| Friedrich Freiherr Kreß von Kressenstein                           | 18 مايو 1903 - 17 أكتوبر 1905   |
| كارل فون بروج (18 يونيو 1855–25 مارس 1923)                         | 17 أكتوبر 1905 - 11 سبتمبر 1906 |
| ماكسيميليان جراف فون مونتجيلاس (23 مايو 1860–4 فبراير 1938)        | 11 سبتمبر 1906 - 18 سبتمبر 1908 |
| Alexander Freiherr von Harsdorf auf Enderndorf                     | 18 نوفمبر 1908 - 24 يناير 1910  |
| برنهارد فون هارتز                                                  | 24 يناير 1910 - 1 أكتوبر 1912   |
| فريدريش فرايهر فون بيشمان (28 يوليو 1862–6 ديسمبر 1919)            | 1 أكتوبر 1912 - 24 ديسمبر 1914  |
| فرانز ريتر فون إيب (16 أكتوبر 1868–31 ديسمبر 1946)                 | 24 ديسمبر 1914 - Kriegsende     |